# Osilianos
Los  osilianos u oeselianos fue un histórico pueblo finés que habitó Saaremaa (latín: Oesel u Osilia), una isla emplazada en el mar Báltico y actualmente territorio de Estonia. Ya se mencionó su existencia en el siglo II a. C. en la Geografía III del historiador romano Claudio Ptolomeo.
Los curonios y los osilianos se mencionan en las sagas nórdicas y especialmente en Heimskringla de Snorri Sturluson como Víkingr frá Esthland (vikingos estonios). Otras fuentes escritas importantes que citan a los curonios son: la crónica de Enrique de Livonia, la crónica rimada de Livonia, donde Enrique de Livonia menciona a sus "barcos piratas" así como la saga de Egil Skallagrímson y Gesta Danorum de Saxo Grammaticus.
Eistland o Esthland es un nombre histórico germánico que se refiere a la región de las costas orientales del Báltico en general y que actualmente identifica a la nación de Estonia. Según la saga Ynglinga, el territorio continental estonio en el siglo VIII se llamaba Adalsyssla en contraste con Eysyssel u Ösyssla que es el nombre insular (sueco: Ösel, idioma estonio: Saaremaa), hogar de los osilianos (estonio: Saarlased). Adán de Bremen en el siglo XI distingue claramente Curlandia de Estonia.
En el ocaso de las cruzadas bálticas, los osilianos se definen en forma resumida en la crónica rimada de Livonia como:

Oesilianos, vecinos de los Kurs (curonios), están rodeados por el mar y nunca temen a ejércitos proderosos ya que su fuerza reside en sus naves. En los veranos cruzan los mares y oprimen las tierras adyacentes con sus incursiones a cristianos y paganos.
Las Cruzadas Bálticas, de William L. Urban

## Batallas e incursiones
Saxo Grammaticus describe a los curionios y estonios como participantes en la batalla de Bråvalla, aliados con los suecos contra los daneses, que recibían apoyo de livonios y wendos de Pomerania. A resaltar que Saxo no menciona otros pueblos bálticos como letones y lituanos en la lucha.
Snorri Sturluson menciona en su saga Ynglinga como el rey sueco Ingvar (siglo VII), hijo del caudillo Östen y reconocido gran guerrero, se vio forzado a patrullar las orillas de sus playas en prevención de ataques por parte de los vikingos estonios. La saga relata  de su invasión a Estonia donde cayó mortalmente herido luchando contra los hombres de Estland que aparecieron con un gran ejército. Tras la batalla, el rey Ingvar fue enterrado en las playas de Estonia y los suecos regresaron a su hogar.
Según Heimskringla, en el año 967 la reina noruega Astrid escapó con su hijo Olaf Tryggvason hacia Garðaríki (Nóvgorod), donde su hermano Sigurd Eriksson tenía una posición relevante en la corte de Vladimiro I de Kiev. Durante su viaje, la nave fue interceptada por los vikingos osilianos, matando algunos miembros de la tripulación y tomando prisioneros a otros como esclavos. Seis años más tarde, cuando Sigurd Eriksson viajó a Estonia para recaudar los tributos para Vladimiro, encontró a Olaf en el mercado de esclavos de Saaremaa y pagó por su libertad.
Una batalla entre osilianos y vikingos islandeses frente a las costas de Saaremaa también aparece descrita en la saga de Njál hacia 972 d. C.
Hacia 1008, Olaf II el Santo, llegó a Saaremaa. Los osilianos fueron tomados por sorpresa y en un primer momento intentaron negociar las demandas de los noruegos, pero acabaron reuniendo un ejército y enfrentándose a ellos. Olaf tenía trece años por entonces y se le imputa el triunfo de la batalla. No obstante, como Olaf es sujeto de muchas biografías, hagiografías y sagas de la Edad Media, muchas de sus aventuras y acciones están disputadas.
Hacia el año 1030, el caudillo vikingo Freygeirr pudo haber muerto en batalla contra los estonios de Saaremaa.
Según la crónica de Nóvgorod, Varyag Ulf (Uleb) de Nóvgorod fue derrotado por los estonios en una batalla naval cerca de Lindanise en 1032 y a partir del siglo XII las menciones de cronistas medievales sobre incursiones de estonios, osilianos y curonios en Suecia y Dinamarca se hacen más frecuentes. La crónica de Enrique de Livonia describe una flota de 16 naves y 500 osilianos devastando una región al sur de Suecia, entonces territorio danés. En Gesta Danorum (Libro 10), Saxo Grammaticus describe una batalla en Öland (1170) donde Valdemar I de Dinamarca moviliza toda su flota para hacer frente a los piratas estonios y curonios.
Quizás la expedición más signifitativa de los oselianos fue en 1187, cuando junto a curonios atacaron la ciudad sueca de Sigtuna. Las bajas fueron numerosas, entre ellos el arzobispo sueco Johannes. La ciudad estuvo ocupada por algún tiempo, contribuyendo al declive como emporio comercial en el siglo XIII y beneficiando a Upsala, Visby, Kalmar y Estocolmo.
La crónica de Enrique de Livonia describe a los osilianos usando los vocablos, piratica (buque de guerra) y liburna (buque mercantil). Una piratica podía embarcar unos 30 hombres y tenía una eminente proa encabezada con un dragón o cabeza de serpiente y una vela cuadrangular, similar a los famosos drakkar.

## Religión y mitología

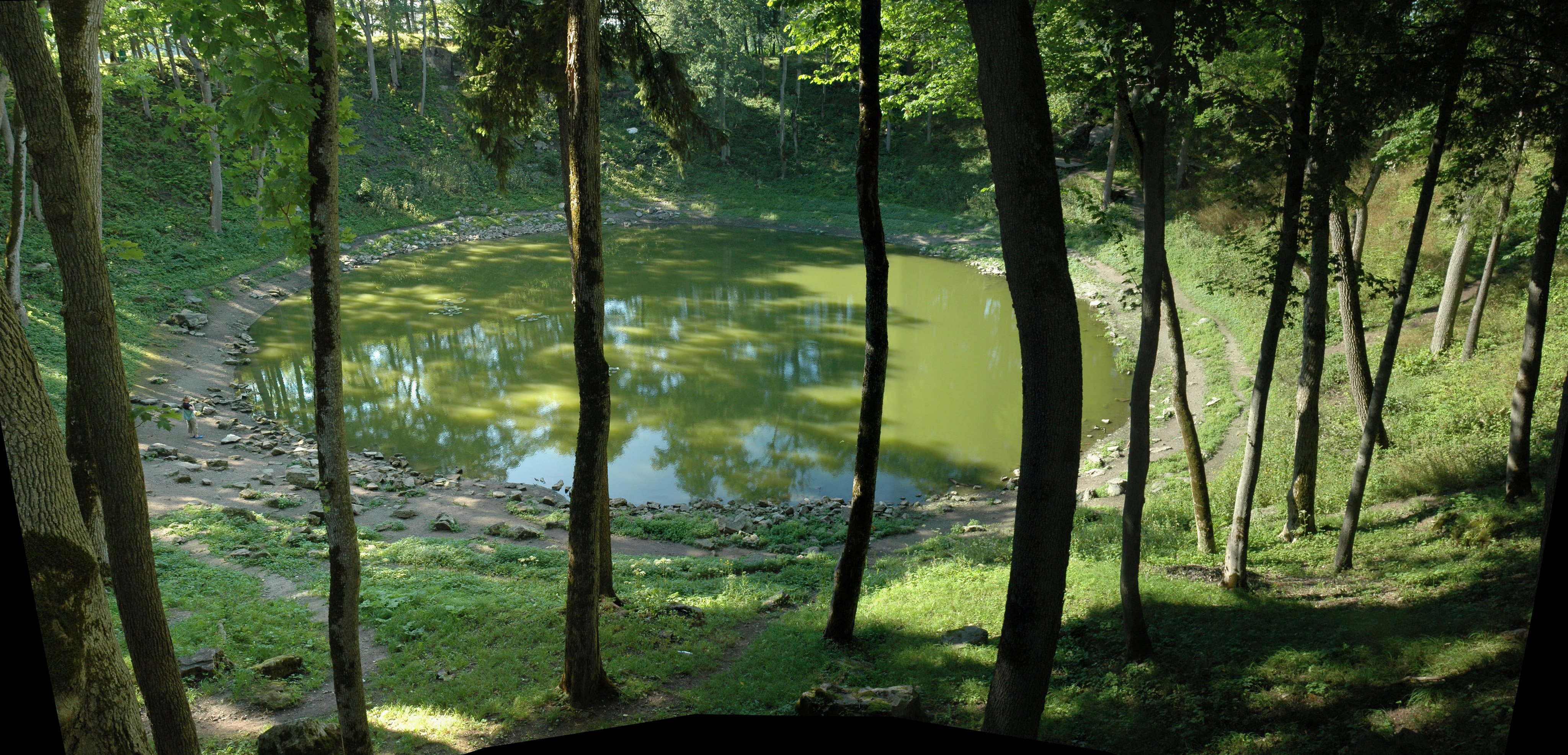
Vista del cráter de Kaali (2007)

Según Enrique de Livonia, el dios superior del panteón osiliano se llamaba Tharapita. Según una leyenda mencionada en la crónica, Tharapita nació en una zona forestal montañosa de Virumaa (Estonia continental), y escapó a Oesel (Saaremaa). El nombre Taarapita se ha interpretado como "Thor, ¡ayuda!" (Taara a(v)ita en estonio) y asociado con el dios nórdico Thor. La historia de Tharapita (o vuelo de Taara) desde Virumaa a Saaremaa se asocia al desastre provocado por un meteorito que impactó en la isla hacia 660 ± 85 a. C. y formó el cráter de Kaali.

## Arqueología

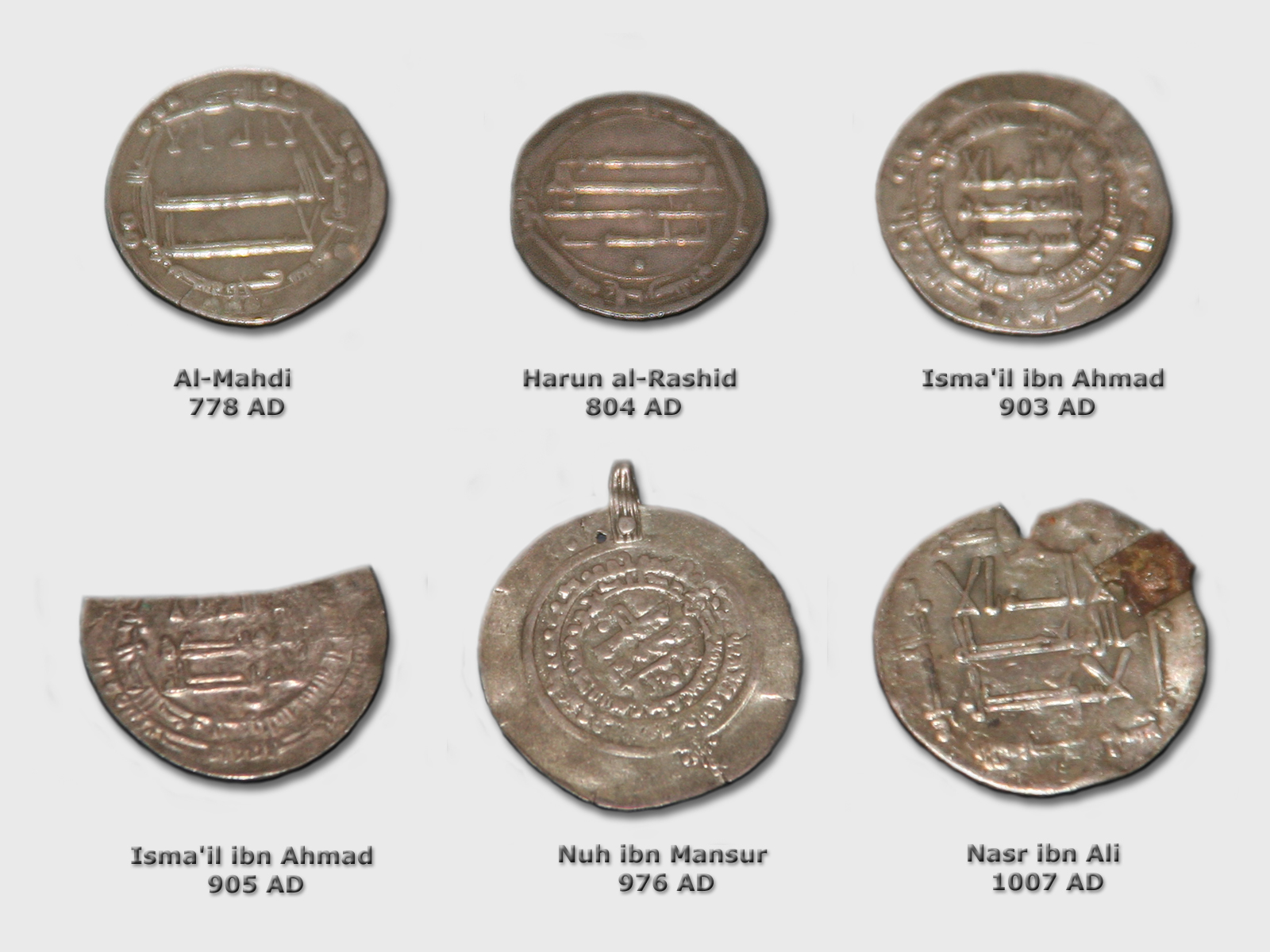
Monedas árabes (dirhams del) encontradas en Estonia

Entre los tesoros hallados en Estonia fechados en la Era vikinga, se encuentran principalmente monedas y lingotes de plata. En comparación con sus vecinos escandinavos, Saaremaa es la segunda plaza con mayor concentración de tesoros encontrados después de Gotland en Suecia. Estas evidencias refuerzan la teoría que Estonia fue un importante enclave de tránsito durante ese periodo. Los tesoros de épocas más tempranas proceden del siglo VIII y son de origen árabe. El tesoro más importante se encontró en Maidla y Kose; de las más de 1.500 monedas catalogadas, 1.000 de ellas proceden de enclaves anglosajones.

## Declive y cruzadas bálticas
Con el surgimiento de una autoridad centralizada, y el refuerzo de las defensas costeras en zonas expuestas a los vikingos orientales, las expediciones llegaron a ser demasiado arriesgadas y poco rentables. Con el auge del Cristianismo y la consolidación de un sistema casi-feudal en Escandinavia, los ataques cesaron por completo. En el siglo XI los escandinavos aparecen en las crónicas en sus enfrentamientos con los vikingos del Báltico oriental y, en última instancia, forzó la participación alemana, danesa y sueca en las cruzadas bálticas y la conquista de Estonia.
Por lo tanto, el Báltico oriental se transformó en una conquista militar. Primero sucumbieron los livonios, letones y estonios, luego los clanes prusianos y los fineses que fueron eventualmente superados y obligados a aceptar el bautismo, la ocupación militar y en algunos casos al exterminio por las fuerzas de ocupación alemanas, danesas o suecas.
En 1206, el ejército danés liderado por el rey Valdemar II de Dinamarca y Anders Sunesen arzobispo de Lund, llegaron hasta Saaremaa e intentaron edificar una fortaleza sin éxito. En 1216 los hermanos livonios de la espada y el obispo Teodorico unieron sus fuerzas invadiendo otra vez Saaremaa cruzando el mar helado. Como venganza los osilianos devastaban las costas de Letonia donde los alemanes poseían enclaves. En 1220 el ejército sueco liderado por Juan I Sverkersson y el obispo Karl Magnusson obispo de Linköping, conquistaron Lihula en Rotalia, Estonia occidental. Los osilianos atacaron la fortaleza sueca al año siguiente, conquistando la plaza y aniquilando a toda la guarnición sueca incluido el mismo obispo.
En 1222, Valdemar II de Dinamarca se aventura a una segunda conquista sobre Saaremaa, esta vez logra edificar una fortaleza empedrada y emplazando a una fuerte guarnición militar. Los osilianos asediaron la fortaleza durante cinco días hasta conseguir la rendición de los cruzados que regresaron a Revel, dejando al hermano del obispo Alberto de Riga, Teodorico, y otros rehenes atrás como prenda de paz. La fortificación fue destruida hasta los cimientos por los estonios.
En 1227, los hermanos livonios de la espada, la ciudad de Riga y su obispo organizaron ataques simultáneos a Saaremaa. Tras la rendición de dos de sus fortalezas, Muhu y Valjala, los osilianos aceptaron el Cristianismo.

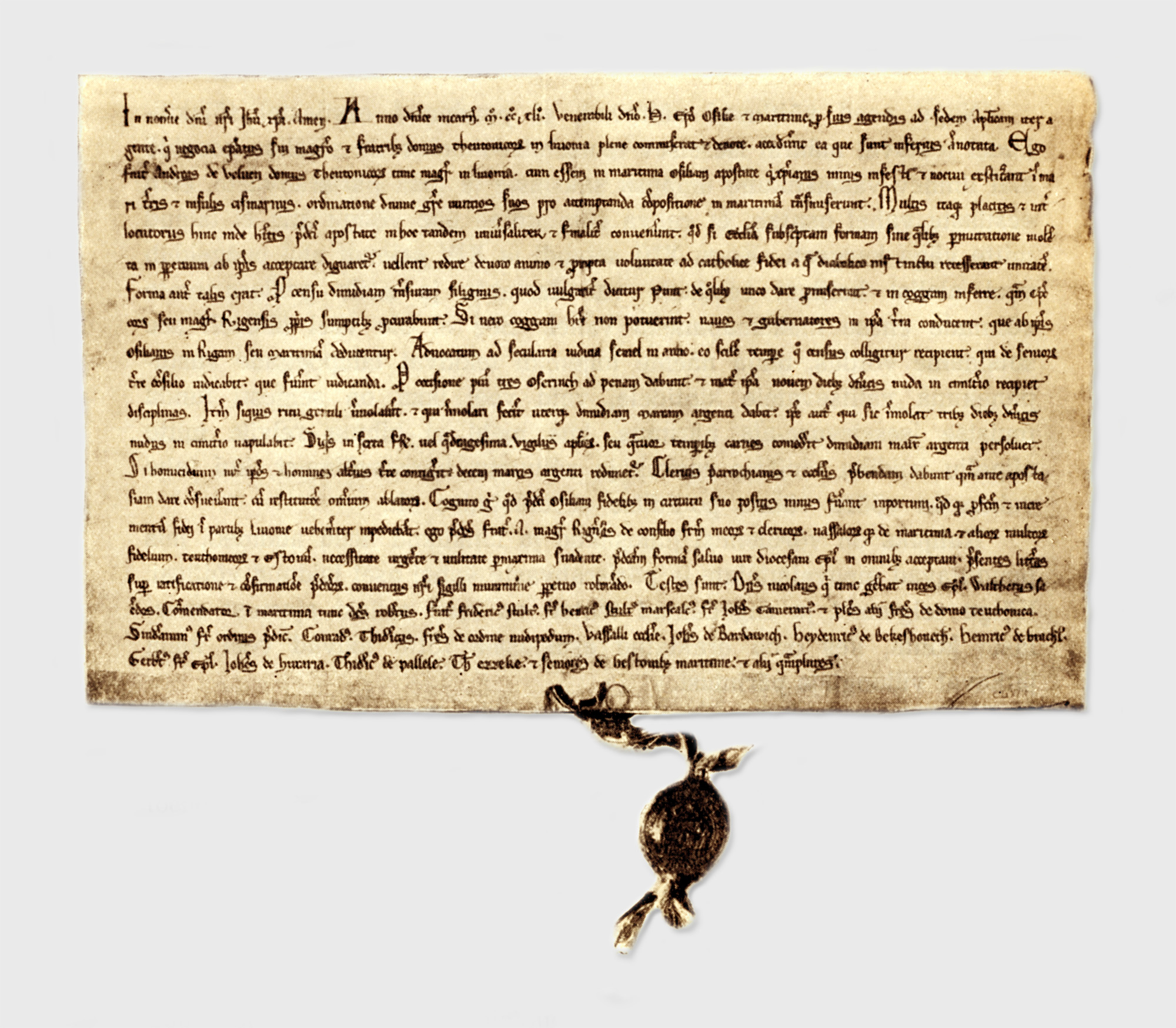
Tratado entre la Orden Livona, obispado de Ösel-Wiek y los osilianos (1241) en los Archivos Nacionales de Suecia.

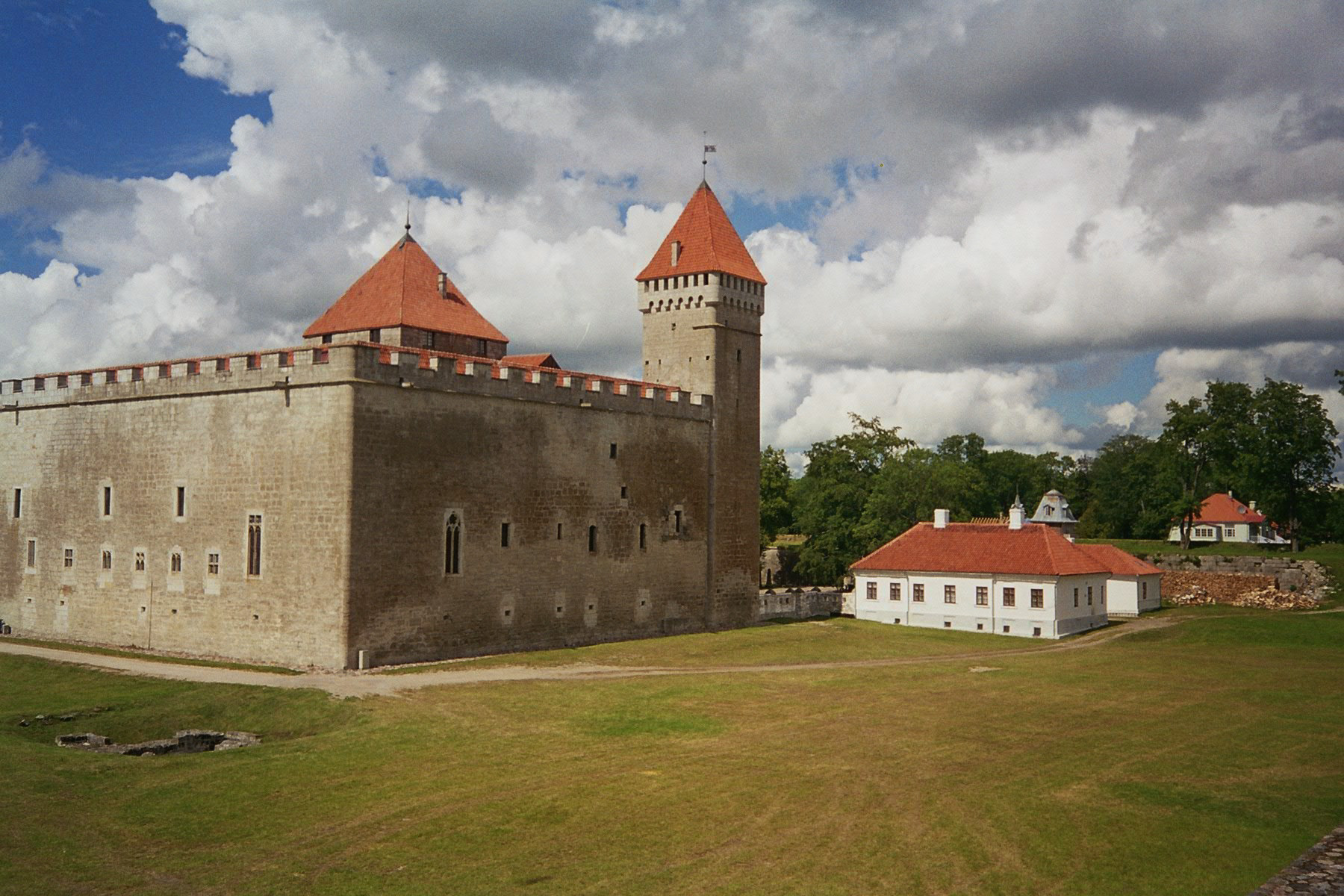
Castillo de Kuressaare.

En 1236, tras la derrota de los hermanos livonios de la espada en la batalla de Saule, las acciones militares sobre Saaremaa rebrotan. Los osilianos aceptaron el Cristianismo firmando tratados con el maestre de la Orden Livona, Andreas de Velven y el obispado de Ösel-Wiek en 1241. El siguiente tratado fue firmado en 1255 por el entonces maestre de la orden, Anno Sangerhausenn, y de parte de los osilianos sus ancianos cuyos nombres en latín se han transcrito fonéticamente como Ylle, Culle, Enu, Muntelene, Tappete, Yalde, Melete y Cake. El tratado garantizaba bastantes derechos extraordinarios a los osilianos, ente ellos la propiedad y herencia sobre la tierra, el sistema social, y descarga sobre ciertas restrictivas obligaciones religiosas.
En 1261, la guerra volvió a prender en Saaremaa al renunciar de nuevo los osilianos al Cristianismo y matar a todos los cruzados alemanes en la isla. Un nuevo tratado de paz de firmó entre las fuerzas unidas de la Orden Livona, el obispado de Ösel-Wiek, las fuerzas danesas en Estonia e incluso las fuerzas estonias continentales que habían conquistado la fortaleza de Kaarma; poco después la Orden Livona construyó una fortificación empedrada en Pöide.
El 24 de julio de 1343, durante el levantamiento de la noche de San Jorge, los osilianos de nuevo mataron a todos los alemanes de la isla, ahogaron a los clérigos y asediaron el castillo de Pöide, tomando la plaza y matando a su vez a toda la guarnición defensiva. En febrero de 1344, Burchard von Dreileben lideró una campaña militar sobre el mar helado hasta Saaremaa. La fortaleza osiliana fue conquistada y el caudillo instigador del levantamiento Vesse ahorcado. A principios de la primavera de 1345, siguió otra campaña de la Orden Livona que acabó con el tratado mencionado en la crónica de Hermann von Wartberge y la crónica de Nóvgorod. Saaremaa finalmente acabó bajo el yugo del maestre de la orden militar y el obispado de Ösel-Wiek. En 1559, tras la derrota de la Orden Livona en la Guerra Livona, el obispo de Ösel-Wiek vendió Saaremaa a Federico II de Dinamarca, que cedió las tierras a su hermano Magnus de Livonia duque de Holstein, hasta que volvió más tarde bajo la administración directa danesa y en 1645 pasó a Suecia por el Tratado de Brömsebro.